# Distrito de Puerto Inca
Puerto Inca es un distrito situado en la provincia de Puerto Inca, en el departamento de Huánuco, Perú. Según el censo de 2017, tiene una población de 9407 habitantes.
Tiene una superficie de 2071.18 km².
Fue creado el 2 de febrero de 1956.

## Autoridades

### Municipales
Por ser distrito capital de provincia no tiene alcalde distrital y su administración está a cargo del alcalde provincial.